# Llengua assiniboine
L′assiniboine (també assiniboin, hohe, o nakota, nakoda o nakona) és una llengua sioux nakotan de les planures del nord, parlada com a primera llengua per uns assiniboines, la majoria d'ells ancians. El nom asiniibwaan és un terme de l'idioma ojibwa que vol dir "sioux de les pedres". Juntament amb l'estretament relacionada llengua stoney, l'assiniboine és una varietat n de les llengües dakota, significant que el seu autònim es pronuncia amb una n inicial (així: nakʰóta és oposat a dakʰóta o lakʰóta, i nakʰóda o nakʰóna és oposat a dakʰód o lakʰól). La llengua assiniboine també és estretament relacionada amb el dakota i la llengua stoney (també anomenat nakoda o nakota), encara que a penes són mútuament intel·ligibles.

## Fonologia
|            |            | Labial | Alveolar | Palatal o postalveolar | Velar | Glotal |
| ---------- | ---------- | ------ | -------- | ---------------------- | ----- | ------ |
| Oclusiva   | Aspirada   | pʰ     | tʰ       | tʃʰ                    | kʰ    |        |
| Oclusiva   | Ejectiva   | pʼ     | tʼ       | tʃʼ                    | kʼ    | ʔ      |
| Oclusiva   | Sonora     | b      | d        | dʒ                     | ɡ     |        |
| Fricativa  | Sorda      |        | s        | ʃ                      | x     | h      |
| Fricativa  | Ejectiva   |        | sʼ       | ʃʼ                     | xʼ    |        |
| Fricativa  | Sonora     |        | z        | ʒ                      | ɣ     |        |
| Nasal      | Nasal      | m      | n        |                        |       |        |
| Aproximant | Aproximant | w      |          | j                      |       |        |

HI ha cinc vocals orals en assiniboine, i, u, e, o, i a, i tres vocals nasals, į, ų, i ą.